# Felah
Un fellah (en árabe فلاح, falāḥ, campesino, labrador) es la denominación que reciben los campesinos en el Oriente próximo, y más concretamente los de Egipto, Siria y Palestina. Son los agricultores arrendatarios, es decir, los que no son propietarios de la tierra.

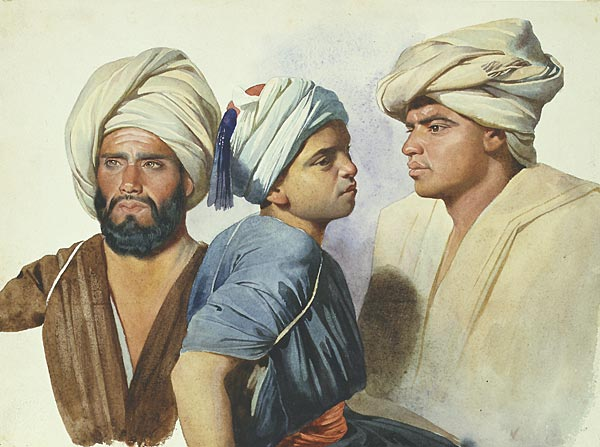
Charles Gleyre, Tres felahs, 1835.

Desde la difusión del islam en el Oriente próximo, este término se ha utilizado para distinguir entre los árabes pertenecientes a la península arábiga y aquellos de origen egipcio.

Y vio en un campo a un felah que labraba con un arado de dos bueyes. Y como, en su precipitación por huir del palacio y de la ciudad, se había olvidado de llevar provisiones de boca para el viaje, le torturaban el hambre y la sed; y se acercó a aquel felah, y le saludó, diciendo: "La zalema contigo, ¡oh jeique!" Y el felah le devolvió el saludo, diciendo: "¡Y contigo la zalema, la misericordia de Alá y sus bendiciones!
Las mil y una noches.